# Wizardry: Proving Grounds of the Mad Overlord
Wizardry: Proving Grounds of the Mad Overlord és el primer videojoc de la sèrie de videojocs de rol Wizardry. Va ser desenvolupat per Andrew Greenberg i Robert Woodhead. El 1980, Norman Sirotek va formar Sir-Tech Software, Inc. i va llançar una versió beta del producte a la Convenció d'ordinadors de Boston de 1980. La versió final del joc sortí a la venda el 1981.
Va ser un dels primers jocs de rol a l'estil Dungeons & Dragons que es va escriure per a ordinador, i el primer joc d'aquest tipus a oferir gràfics en color. També va ser el primer videojoc de rol basat en una festa. Ara es troba entre els millors videojocs de tots els temps.
El joc va acabar sent el primer d'una trilogia que també incloïa Wizardry II: The Knight of Diamonds i Wizardry III: Legacy of Llylgamyn.